# Tornac
Tornac é uma comuna francesa na região administrativa de Occitânia, no departamento de Gard. Estende-se por uma área de 19,68 km². Em 2010 a comuna tinha 948 habitantes (densidade: 48,2 hab./km²).